# Seigneurie de Montluel

Blason de la seigneurie de Montluel : Parti d'azur et de sable, à la croix tréflée d’argent brochant sur la partition.

La seigneurie de Montluel était une seigneurie tenue par les seigneurs de Montluel, ville située aujourd'hui dans la région naturelle de la Côtière, dans le département français de l'Ain.
D'abord châtellenie dépendant de la seigneurie de Valbonne, la seigneurie de Montluel fut effective de 1080 à 1601, ceci en deux périodes : la construction de la seigneurie de 1080 à 1355 dont la dernière période intermédiaire fut fortement troublée (1304 - 1355) et la période de dépendance aux États de Savoie de 1355 à 1601.
Voir aussi : Liste des seigneurs de Montluel.

## Histoire de la seigneurie

### Développement de la seigneurie (1080 - 1355)

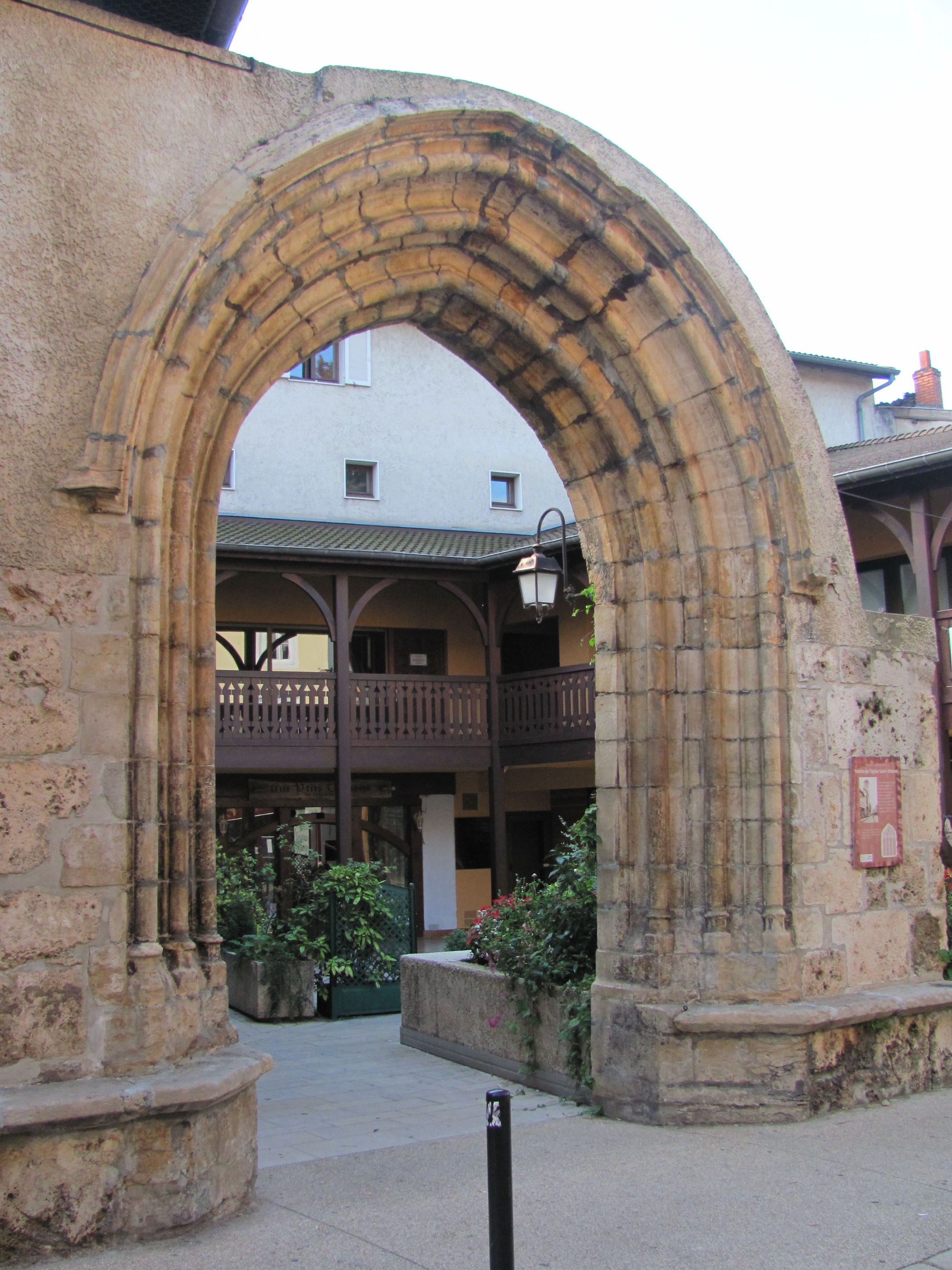
Portail de l'église Saint-Étienne de Montluel en 2011 (unique vestige du monument).

Les origines de la seigneurie sont identifiées autour de 1080 avec la donation du prieuré de La Boisse à l'ordre de Saint Ruf par le chevalier Humbert I de Montluel. Le 20 juin 1092, l'archevêque de Lyon Hugues de Die confirme la donation de toute la paroisse à l'ordre de Saint Ruf,. Outre le prieuré, la paroisse inclut la chapelle Saint-Barthélémy de Montluel, l'église Saint-Étienne de Montluel ou encore la chapelle de Girieu,.
Vers 1173, Pierre de Montluel parvient à adjoindre la seigneurie de Montanay à la seigneurie de Montluel. Par ailleurs, il fait réaliser de grands travaux au château de Montluel ; toutefois la création proprement dite du château est parfois attribuée à Humbert II de Montluel (1195 - 1236).

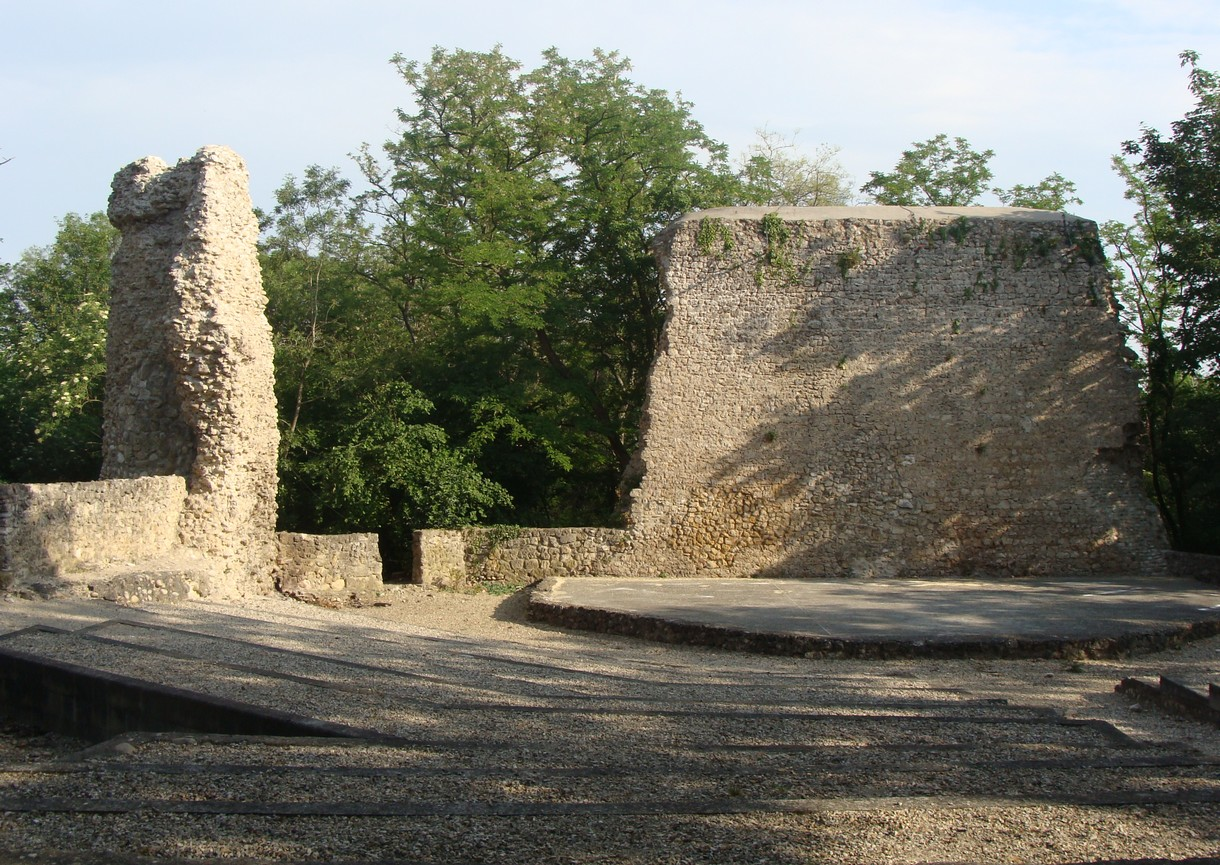
Vue des ruines du château de Montluel dont certaines sont utilisées pour le théâtre de verdure.
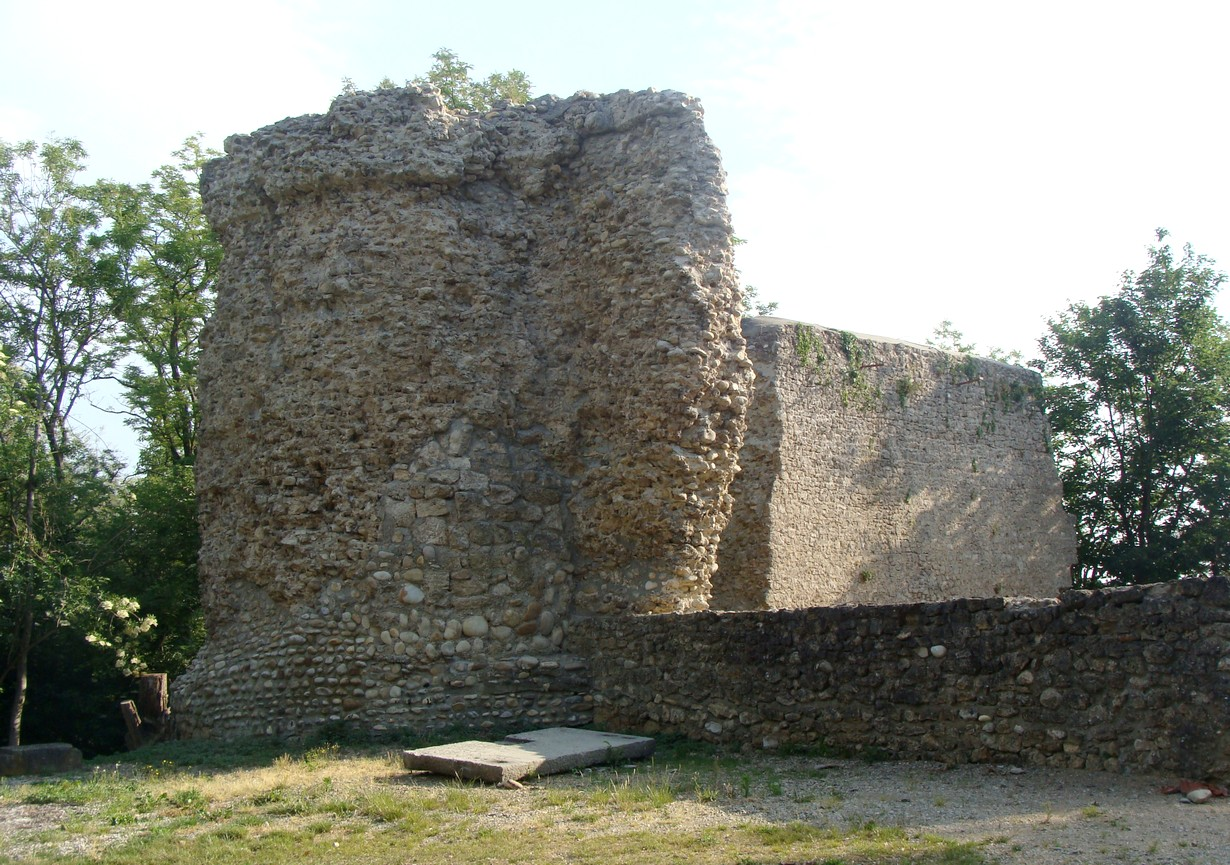
Autre vue des ruines.

Le territoire précis de la seigneurie est difficile à discerner d'autant que certains droits seigneuriaux sont détenus par d'autres seigneuries : par exemple, le droit d'usage sur les moulins de Montluel est détenu (au moins depuis 1233) par les seigneurs de Beaujeu, entre autres détentions, possesseurs du mandement de Miribel. Par contre, le mandement de Montluel est identifié et s'étendait sur le territoire actuel du canton de Montluel auquel s'ajoutait les territoires de Saint-Maurice-de-Beynost, de Beynost, et de Charnoz. La paroisse de Jailleux faisant partie aujourd'hui de la commune de Montluel.
Le 6 mars 1276, Humbert IV de Montluel et son épouse Alix de la Tour, octroient aux habitants une charte de franchise, permettant en particulier le droit de tenir marché,.
En 1326, Jean de Montluel, sans descendance, lègue tous ses biens à Henri Dauphin, évêque de Metz (de 1316 à 1325), pour son neveu le dauphin Guigues VIII. En effet, Henri Dauphin était devenu régent du Dauphiné du Viennois au nom de son neveu, en 1318.
La seigneurie se retrouve donc sous domination Dauphinoise dès février 1326, ceci jusqu'en 1343 et la vente de la seigneurie aux Capétiens-Valois. Le traité de Paris de 1355 donne Montluel à Amédée VI de Savoie et fait ainsi de la seigneurie une place forte frontalière des États de Savoie.

### Période savoyarde (1355 - 1601)

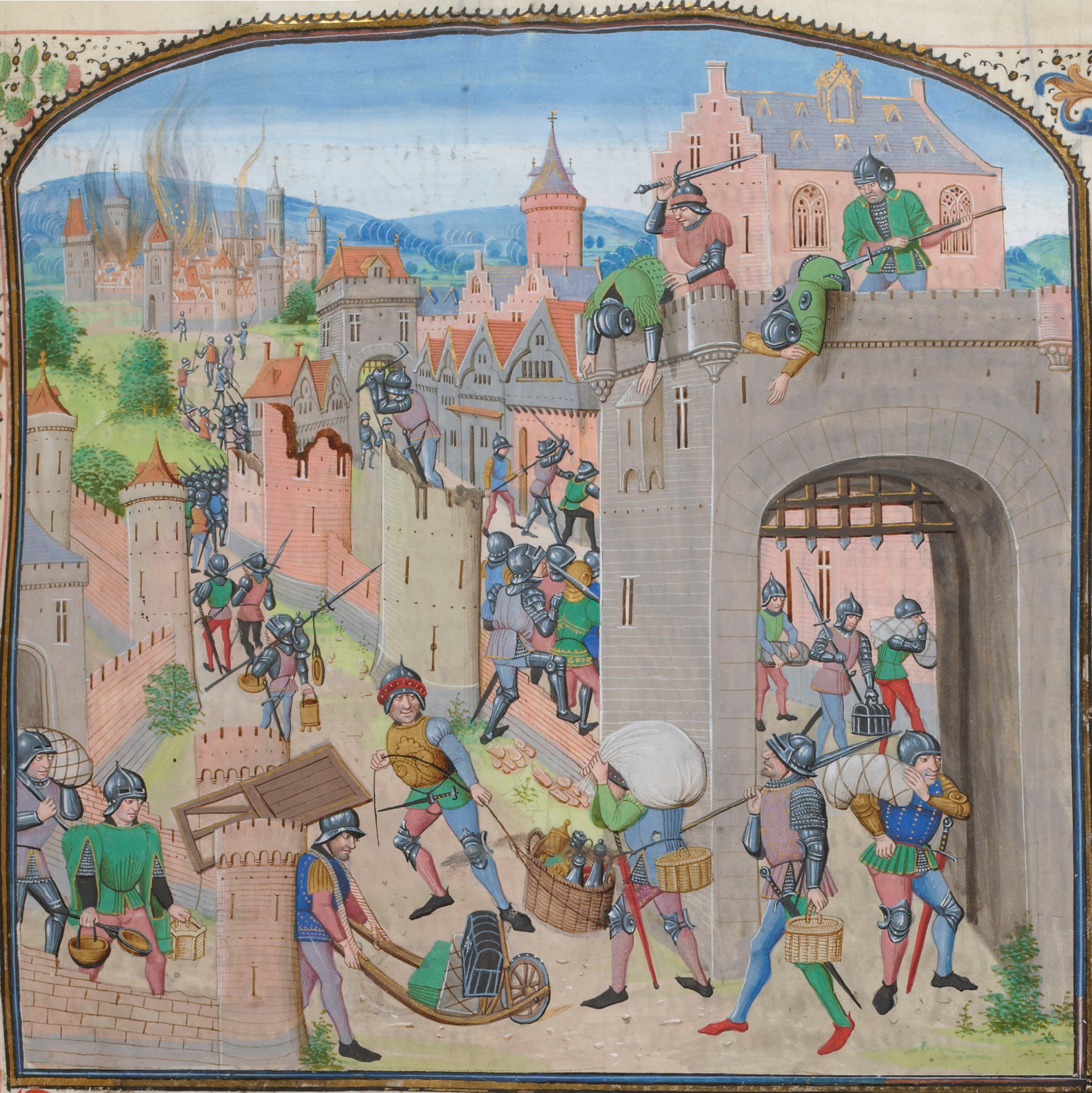
Les Tard-venus défont en 1362 à la bataille de Brignais, l'ost royal.

Amédée VI de Savoie renouvelle la charte de franchises de Montluel et complète même cette nouvelle charte par deux lettres en 1357 et en 1360. Le traité de Paris avait certes aplani le différend entre Dauphiné et Savoie au sujet de la région de Montluel, mais la seigneurie était toujours en proie à certains périls, notamment les attaques menés par les Tard-Venus de Seguin de Badefol, basés au château des Tours d'Anse. En 1363-1364, le bailli de Montluel sollicite même une compagnie de mercenaires pour combattre les Tard-Venus.
Vers 1375, le mandement de Montluel passe sous l'autorité de la famille de Crangeat (ou de Crangeac) : Jean de Crangeat sera le premier des baillis Crangeat de 1373 à 1417. Jean de Crangeat fut également le possesseur du château de Sainte-Julie[réf. souhaitée].
En 1416, Sigismond Ier du Saint-Empire fait une visite officielle et passe alors à Montluel.
La situation frontalière particulière de Montluel, en fait un lieu privilégié pour les rencontres diplomatiques ; ce fut par exemple le cas, avec l'organisation en 1467 de conférences entre la Savoie, la France et Genève pour organiser la concurrence entre les foires de Genève et celles de Lyon.
Entre 1536 et 1559, la France annexe La Valbonne. En août 1600, l'armée d'Henri IV annexe à nouveau les territoires environnants et détruit au passage le château de Miribel ainsi que le château de Montluel. L'année suivante le traité de Lyon scelle définitivement l'acquisition par la France, du Bugey, de la Bresse, du Pays de Gex ainsi que les anciennes dépendances de la seigneurie de Valbonne (dont l'ancienne seigneurie de Montluel).

## Branche de Châtillon
Une autre branche des seigneurs de Montluel, la branche de Châtillon, a été en possession (aux environs des années 1280-1290, avec Guy de Montluel des territoires de Châtillon (ancienne capitale de la Chautagne et actuel hameau de Chindrieux), autour du château de Châtillon.